# 海屯王中亚记行
《海屯王中亚记行》是奇里乞亚亚美尼亚王国国王海屯一世在1254年至1255年经过中亚到蒙古旅行的記錄，由随员乞剌可斯（Kirakos）执笔，收入《亚美尼亚历史》中。
19世纪初在格鲁吉亚南部的萨娜欣修道院中发现一部1616年的抄本；亚美尼亚亲王阿古丁斯基（Argutinsky）将其翻译成俄文，发表在1822年《西伯利亚杂志》上。法国学者克拉普罗斯（Klaproth）从俄文版翻译成法文，刊行于1833年的《新亚洲杂志》。1870年法国学者布罗塞（Brosset）将乞剌可斯的全部遗留作品，其中包括《海屯王中亚记行》翻译成法文。1874年俄罗斯学者潘特卡诺夫（Patkanov）将乞剌可斯的作品翻译成俄文。1888年俄罗斯学者埃米尔·布雷特施奈德参考上述译文将《海屯王中亚记行》翻译成英文收入《中世纪研究》。1964年英国学者博伊尔（J.A. Boyle）将《海屯王中亚记行》从亚美尼亚文翻译成英文，发表在《中亚杂志》上。1935年唐长孺根据布雷特施奈德英译本翻译成《海桑东游录》。1964年何高济根据博伊尔英译本，翻译为《海屯行记》。

## 行程
1254年海屯一世曾取道中亚，到中国新疆旅行。沿途经卡尔斯城拜见元朝蒙古军驻西亚统帅拜住，然后经过阿勒班尼国，渡阿叶黑河（今额尔齐斯河）、也儿的石河到乃蛮国，过哈剌契丹到塔塔儿地朝见蒙哥汗，停留50天。再继续旅行，经别儿八里、别失八里到阿儿里黑、彰八里、仰吉八里等地进入突厥斯坦。由此经额果波鲁、丁柯八里、苏特库尔抵达阿罗列、亦剌八里渡亦剌速河，越拖罗斯山抵达塔剌思城，朝見蒙哥汗之弟旭烈兀。